# 后仰投篮
後仰跳投（Fadeaway Shot）（播報上也常稱：後仰式跳投或拉竿跳投，指腰竿子往後拉）是指在篮球运动中的一種跳投方式，投篮者會往後起跳，身体向后倾斜，目的是在投籃者與防守者之間製造空間，避開防守者的封阻。但是这项技术需要更高的投篮精度（因為出手的仰角更高），更大的力量（因為要抵消向後跳的力量）。另外，由於動作是遠離籃筐，所以投籃者難以搶到自己的籃板，是一種高難度的投籃方法。球員如果掌握了此種投籃方式，會使防守者難以封阻，加上後仰跳投的威脅會迫使防守者跳向投籃者，所以當投籃者做投籃假動作時，容易取得防守者的犯規。
迈克尔·乔丹、科比·布莱恩特、德韋恩·韋德、特雷西·麦克格雷迪、德克·諾維茨基、凱文·杜蘭特和杰森·塔图姆都是后仰投篮的高手。